# Почтово-гербовая марка
Почтово-гербовая марка (англ. postal fiscal stamp) — фискальная марка, которая была разрешена к почтовому обращению.

## Терминология
Почтово-гербовые марки следует отличать от марок с надписью «Postage & Revenue» («Почтовый и гербовый сбор»), которые всегда предназначались для использования в обеих целях, или от фискальных марок, используемых в почтовых целях случайно или по той причине, что местные почтовые правила не запрещают такое использование.
В русскоязычной филателистической литературе может встречаться несколько более обобщённое понятие почтово-гербовых марок. Так, в «Большом филателистическом словаре» (1988) делается следующее допущение относительно марок с надписью «Postage & Revenue»:
«В какой-то степени к маркам почтово-гербовым можно отнести ряд марок Великобритании, выпущенных в качестве и почтовых, и гербовых, что было подтверждено соответствующей надписью на них».
В. А. Новосёлов (2008) считает почтово-гербовыми исключительно марки типа «Postage & Revenue».
В то же время «Филателистический словарь» (1968) выделяет другой термин — «гербово-почтовые марки», применяемые как для оплаты гербового сбора, так и для франкировки почтовых отправлений, и относит сюда также марки «Postage & Revenue».

## Описание
В некоторых странах почтовые ведомства могут прибегать к эмиссии особых марок, предназначенных для оплаты каких-либо сборов и не связанных с почтовыми тарифами. Иногда такие марки могут употребляться и для оплаты пересылки почтовой корреспонденции. В этих случаях почтово-гербовые марки могут включать в каталоги почтовых марок в специальной рубрике.
Почтово-гербовые марки могут появляться по причине нехватки почтовых марок для какой-либо страны или по экономическим причинам в целях использования устаревших фискальных марок или избыточных запасов фискальных марок.
Почтово-гербовую марку обычно можно определить только по оттискам почтового штемпеля на погашенных марках или в случае, когда такая марка обнаруживается наклеенной на конверте.

## Примеры по странам

### Великобритания
Почтово-гербовые марки были разрешены на территории Соединённого Королевства с 1 июня 1881 года.
Такие марки также годились для почтового обращения в британских колониях, таких как Мальта, где в то время использовались почтовые марки Великобритании, а также в британских почтовых отделениях за границей в таких местах, как Бейрут.

### Новая Зеландия
С 1 апреля 1882 года фискальные марки стали действительными для почтового использования и наоборот. Эта практика в истории новозеландской почты продолжалась до 1960-х годов.
Фискальные марки Новой Зеландии с надпечатками для различных тихоокеанских островов точно так же годились для оплаты пересылки почтовых отправлений. При этом на таких островах как Ниуэ и Токелау они использовались только в почтовом обращении и не были пригодны для фискальных целей.

### Другие страны
Почтово-гербовые и аналогичные им марки использовались рядом других почтовых администраций, в том числе в таких государствах и территориальных образованиях как:
- Австрия,
- Бечуаналенд,
- Британская Гвиана[≡],
- Британский Гондурас,
- Боливия,
- Босния и Герцеговина,
- Бутан,
- Бухарская народная советская республика,
- Венесуэла,
- Гватемала,
- Гондурас,
- Гонконг,
- Доминика,
- Западная Австралия[англ.],
- Индия,
- Иран (правительство Пехлеви, авиапочтовые марки),
- Испания (Астурия),
- Италия (австро-венгерская оккупация),
- Китай (имперские выпуски и послевоенное время),
- Колумбия,
- Коста-Рика, а также провинция Гуанакасте,
- Латвия (Элея),
- Ломбардо-Венецианское королевство,
- Лонг-Айленд,
- Макао,
- Монголия
- Перу (местные марки),
- Россия (после Октябрьской революции)[8],
- Саудовская Аравия (Хиджаз, оккупация Хиджаза),
- Сент-Винсент и Гренадины,
- Сент-Китс и Невис,
- Сент-Люсия,
- Сирия,
- Тобаго,
- Тува,
- Турция,
- Чили,
- Шри-Ланка,
- Эквадор.